# Botanophila himalacia
Botanophila himalacia är en tvåvingeart som beskrevs av Masayoshi Suwa 1977. Botanophila himalacia ingår i släktet Botanophila och familjen blomsterflugor.
Artens utbredningsområde är Nepal. Inga underarter finns listade i Catalogue of Life.